# Arnzberg (Adelsgeschlecht)

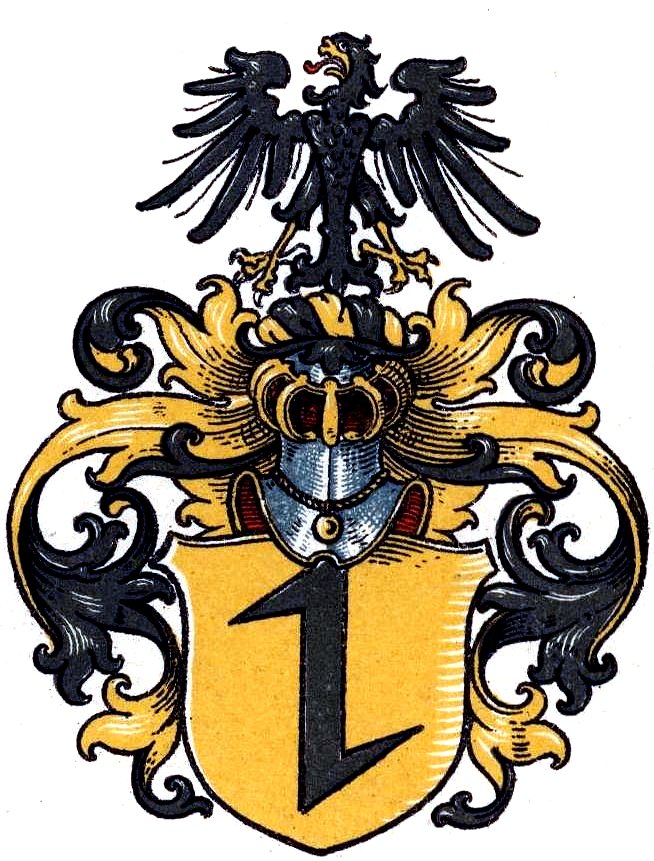
Wappen derer von Arnzberg (Variante I)

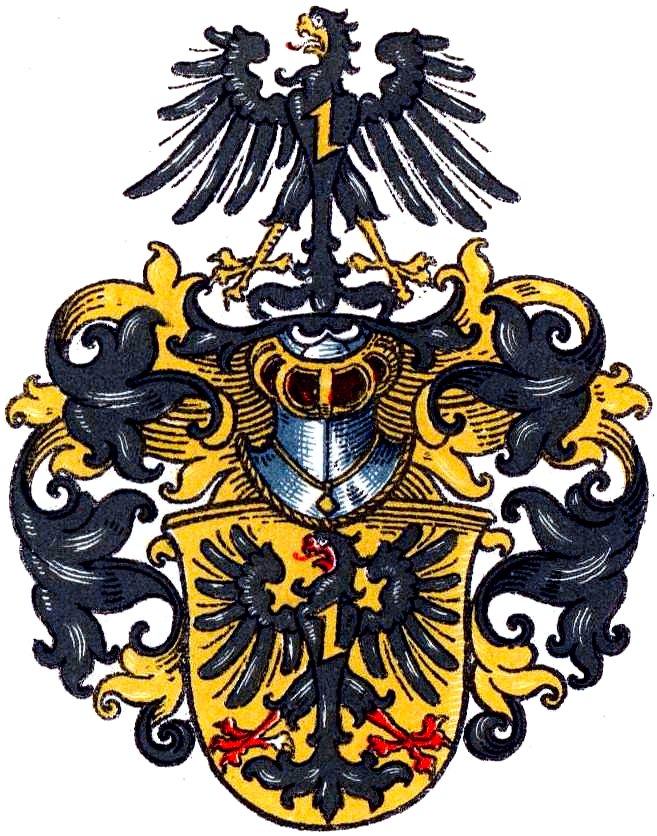
Wappen derer von Arnzberg (Variante II)

Die Herren von Arnzberg waren ein Patrizier- und Adelsgeschlecht aus Unna.

## Geschichte
Der erste bekannte Vertreter des Geschlechts war der 1364 erscheinende Walrave von Arnzberg, der von dem Grafen Dietrich von Limburg mit einem Hof zu Bönninghausen belehnt wurde. Mehrere Familienmitglieder waren Bürgermeister in Unna: Degenhard (1420, 1441), Degenhard (1470), Degenhard (1501, 1502, 1516), Degenhard (1537), Degenhard (1573, 1582, 1591, 1597, 1601, 1606) und Bertram Michael († 1663). Darüber hinaus erscheinen Johann von Arnzberg zu Soest (1526), Rutger von Arnsberg minister Ecclesiae Unnensis (1600) und Hermann Rotger von Arnzberg, Kanonich im Kloster Wedinghausen (1660). Mehrere Familienmitglieder hatten ein Grabmal in der Kirche in Unna.
Um 1722 erlosch die Familie im Mannesstamm.

## Wappen
- Variante I: In Gold eine schwarze Wolfsangel; auf dem schwarz-golden gewulsteten Helm ein schwarzer Adler. Die Helmdecken in schwarz-gold.
- Variante II: In Gold ein schwarzer Adler mit einer goldenen Wolfsangel auf der Brust. Auf dem Helm der Adler. Die Helmdecken in schwarz-gold.

Aufgrund der Namensübereinstimmung und einer Ähnlichkeit der Wappen (Adler) wird eine Verwandtschaft mit den Grafen von Arnsberg vermutet.